# Меморіальна дошка Маркіяну Шашкевичу у Винниках
Меморіальна дошка Маркіяну Шашкевичу у Винниках (біля Львова) (3 грудня 1911 р.) — історичний об'єкт у Винниках, що знаходиться у Церкві Воскресіння Господнього (1842 р.).
Це одна із найдавніших меморіальних дошок Маркіяну Шашкевичу в Україні та у світі (перша була встановлена у Бережанах, друга у Львівській греко-католицькій семінарії, яка знаходилася при вул. Коперника, 38). Нині це найдавніша меморіальна дошка М. Шашкевича..
Ініціатор встановлення — отець Григорій Гірняк. Меморіальна дошка приурочена до століття народження письменника. Після відкриття пам'ятної дошки у Винниках відбулися святкові урочистості. Цього дня у місті вперше замайоріли синьо-жовті знамена.
На дошці викарбувано напис:
|  | 1811 – 1911 ПАМ’ЯТИ о. МАРКІЯНА ШАШКЕВИЧА поета, подвижника і вістника відродження ГАЛИЦЬКОЇ УКРАЇНИ – РУСИ ВИННИЦЬКІ УКРАЇНЦІ |